# Louis-Émile Morlot
Pour les articles homonymes, voir Morlot.
Louis-Émile Morlot, né le 10 octobre 1859 à Charly-sur-Marne (Aisne) et mort le 21 janvier 1907 à Paris, est un homme politique radical-socialiste français.

## Biographie
Louis-Émile Morlot fut conseiller général en 1886 et maire de Charly (Aisne) de 1888 jusqu'à sa mort.
On se souvient dans l'Aisne de l'ancien maire de Charly-sur-Marne. Élu député radical-socialiste en 1896, il fit campagne pour l'obtention de l'appellation « champagne » aux vins de la Picardie méridionale, et obtint gain de cause malgré l'opposition farouche du député de la Marne et ancien ministre Léon Bourgeois, radical comme lui, et les manœuvres d'intimidation des vignerons champenois.
Il est qualifié d'antidreyfusard et d'anticlérical
« Adversaire déclaré de toutes les réactions quel que soit d'ailleurs le masque sous lequel elle se dissimulent », L.-E. Morlot n'était pas pour autant en avance sur son époque : 
« En vain prétend-on que l'égalité civile accordée à la femme a pour corollaire nécessaire son émancipation politique. C'est méconnaître absolument le rôle de la femme dans l'humanité. Destinée à la maternité, faite pour la vie de famille, la dignité de sa situation sera d'autant plus grande qu'elle n'ira pas la compromettre dans les luttes de forum et les débats de la vie publique. Elle oublierait fatalement ses devoirs de mère d'épouse si elle abandonnait le foyer pour courir à la tribune. (...) On a donc parfaitement raison d'exclure de la vie politique les femmes et les personnes qui, par leur peu de maturité d'esprit, ne peuvent prendre une part intelligente à la conduite des affaires publiques. »
Le 31 mai 1905, il est élu à la présidence du comité exécutif du Parti républicain, radical et radical-socialiste.
La ville de Charly-sur-Marne lui a élevé un buste, qui fut volé, puis remplacé, à l'occasion du centenaire de sa mort, dans le cadre de l'ouverture d'un musée de la vigne.
Son portrait par Eugène Buland se trouve dans la mairie de Charly-sur-Marne

## Sources
- « Louis-Émile Morlot », dans le Dictionnaire des parlementaires français (1889-1940), sous la direction de Jean Jolly, PUF, 1960 [détail de l’édition]
- Louis-Emile Morlot fait encore des bulles, par le Prof. Anatra, "Le canard enchaîné", 18 août 2007.